# Vysílač Kráľova hoľa
Vysílač Kráľova hoľa je rádiový a televizní vysílač na Slovensku. Nachází se na vrcholu Kráľovy holi v nadmořské výšce 1929 m v pohoří Nízké Tatry, nad obcí Šumiac.

## Konstrukce
Stožár vysílače má výšku 137,5 m a je konstrukčně podobný s Vysílačem Krížava. Předchůdce současného vysílače byl do provozu uveden v roce 1960, o rok později byl přemístěn do nynější provozní budovy.
Vedle vysílače se nachází velká obslužná budova, ve které je i meteorologická stanice a sídlo Horské záchranné služby.

## Poloha
Vysoký výkon a nadmořská výška vysílače dovolují příjem signálu na 1/4 území Slovenska. Jeho úkolem je pokrýt zejména město Poprad, okolí Tater, Spiš a Gemer. Přesahy umožňují přijímat signál i na Liptově, Oravě, Horehroní, části Východoslovenské nížiny a Novohradu, ale zachytitelný je i na území Polska, Ukrajiny a Maďarska.
K vysílači vede z části asfaltová cesta z obce Šumiac. Značené turistické trasy na Královu holi vedou i z Telgártu, Liptovské Tepličky nebo Spišského Bystrého.

## Vysílané stanice

### Televize
Přehled televizních multiplexů vysílaných z Kráľovy holi:
|        | Multiplex    | Kanál | Kmitočet | Výkon (ERP) | Polarizace |
| ------ | ------------ | ----- | -------- | ----------- | ---------- |
| DVB-T  | 1. multiplex | 47    | 682 MHz  | 5 kW        | vertikální |
| DVB-T  | 2. multiplex | 21    | 474 MHz  | 4 kW        | vertikální |
| DVB-T  | 3. multiplex | 42    | 642 MHz  | 5,023 kW    | vertikální |
| DVB-T2 | 4. multiplex | 22    | 482 MHz  | 5,012 kW    | vertikální |

### Rozhlas
Přehled rozhlasových stanic vysílaných z Kráľovy holi:
|    | Stanice         | Kmitočet  | Výkon (ERP) | Polarizace   |
| -- | --------------- | --------- | ----------- | ------------ |
| FM | Rádio Slovensko | 92,2 MHz  | 30 kW       | horizontální |
| FM | Rádio Devín     | 94,2 MHz  | 30 kW       | horizontální |
| FM | Rádio Regina    | 96,9 MHz  | 30 kW       | horizontální |
| FM | Europa 2        | 100,9 MHz | 30 kW       | horizontální |
| FM | Rádio FM        | 104,3 MHz | 30 kW       | horizontální |